# Казаско д'Интелви
Казаско д'Интелви (итал. Casasco d'Intelvi) је насеље у Италији у округу Комо, региону Ломбардија.
Према процени из 2011. у насељу је живело 408 становника. Насеље се налази на надморској висини од 839 м.

## Становништво
| 1936. | 1951. | 1961. | 1971. | 1981. | 1991. | 2001. | 2011. |
| ----- | ----- | ----- | ----- | ----- | ----- | ----- | ----- |
| 576   | 543   | 479   | 447   | 393   | 375   | 379   | 418   |